# Kaltenbach (Erf)
Der Kaltenbach ist ein fast 9 Kilometer langer linker Zufluss der Erf im baden-württembergischen und bayerischen Odenwald.

## Geographie

### Verlauf
Der Kaltenbach entspringt in Baden-Württemberg am Waldrand südlich des Dorfes Glashofen der Stadt Walldürn etwas östlich der Linie des  Limes am Sportplatz des Ortes. Er fließt über Glashofen nach Reinhardsachsen. Dort überquert er die Landesgrenze nach Bayern zur Gemeinde Eichenbühl und nimmt von rechts den Eichelbach auf. Am Dorf Pfohlbach der Gemeinde  mündet er nach 8,6 km erst nordwestlichen, dann nordöstlichen Laufs von links in die Erf.

### Zuflüsse
- Neusassergraben (links)
- Heidebach (links)
- Ackerklinge (rechts)
- Storchsklinge (links)
- Brunnengraben (rechts)
- Niederbrunnklinge (links)
- Eichelbach (rechts)
- Hötterichsklinge (links)

### Flusssystem Erf
- Liste der Fließgewässer im Flusssystem Erf

## Einzelnachweise

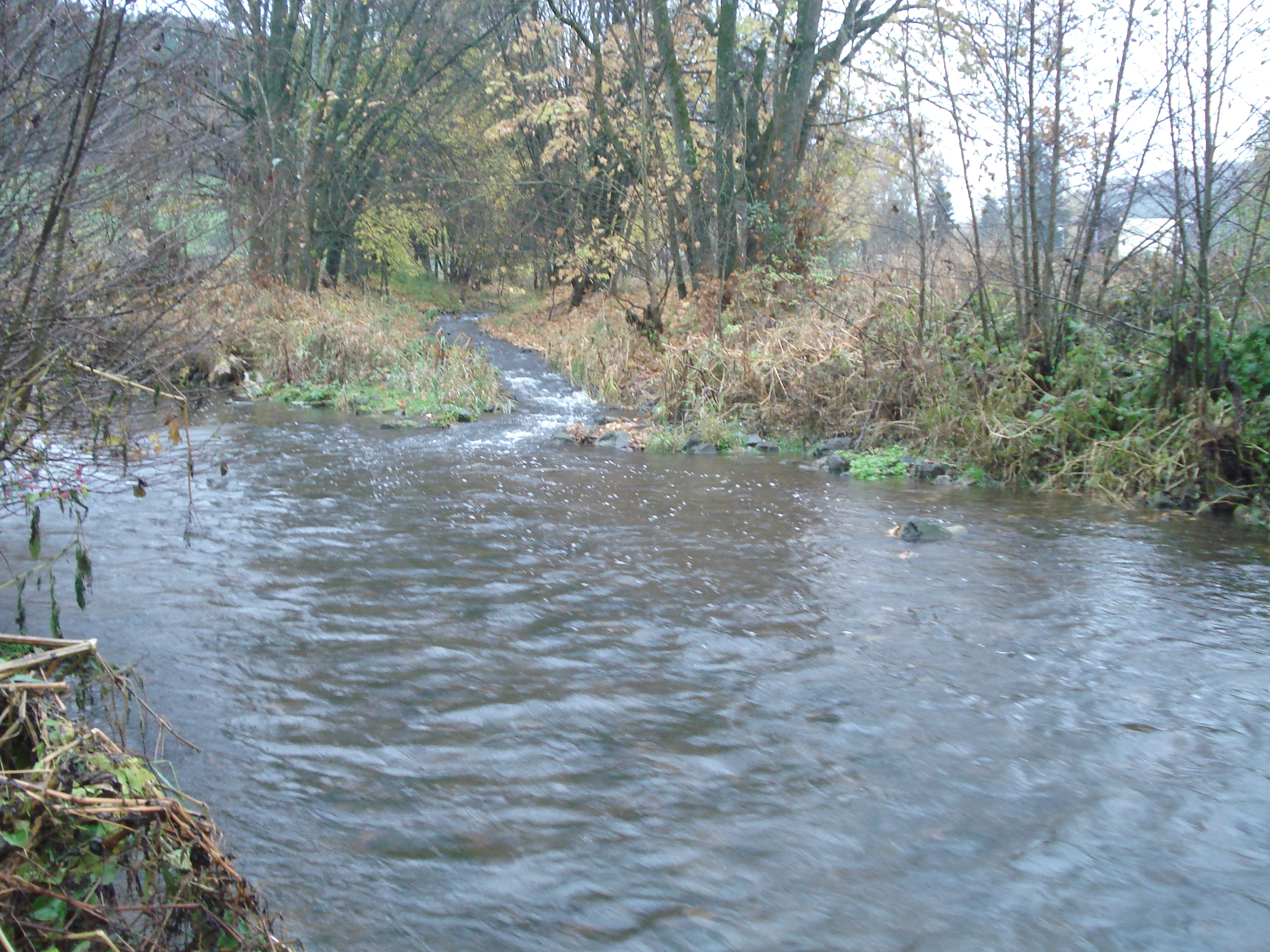
Der Kaltenbach (hinten) mündet in die Erf